# 選抜高等学校野球大会 (埼玉県勢)
選抜高等学校野球大会における埼玉県勢の成績について記す。

## 歴史
埼玉県勢は夏の甲子園に比べて早く選抜大会に出場しており、1931年の第8回大会に川越中（現：川越）が埼玉県勢の学校として初出場し、同校の主将が選手宣誓をしている（夏は1949年の第31回大会に熊谷が埼玉県勢の学校として初出場した）。
選抜大会では、1968年の第40回大会で大宮工、2013年の第85回大会で浦和学院の2校2回の優勝経験がある（夏は2017年の第99回大会で花咲徳栄が優勝するまで優勝経験が無かった）。大宮工は、工業高校で唯一の選抜大会優勝校である（夏は1965年の第47回大会で三池工業が優勝している)。
1990年代以降は浦和学院、花咲徳栄の出場が増えている。

## 大会結果
| 大会                 | 選出校                      | 試合結果 | 試合結果                        | 成績     |
| -------------------- | --------------------------- | -------- | ------------------------------- | -------- |
| 1931年（第8回大会）  | 川越中（初出場）            | 2回戦    | ● 0 - 11 中京商                 | 初戦敗退 |
| 1935年（第12回大会） | 浦和中（初出場）            | 2回戦    | ○ 12 - 7 嘉義農林               | ベスト8  |
| 1935年（第12回大会） | 浦和中（初出場）            | 準々決勝 | ● 4 - 7 東邦商                  | ベスト8  |
| 1937年（第14回大会） | 浦和中（2年ぶり2回目）      | 1回戦    | ● 0 - 27 滝川中                 | 初戦敗退 |
| 1960年（第32回大会） | 大宮（初出場）              | 1回戦    | ○ 6 - 2 鹿児島玉龍              | 2回戦    |
| 1960年（第32回大会） | 大宮（初出場）              | 2回戦    | ● 1 - 2 米子東                  | 2回戦    |
| 1963年（第35回大会） | 上尾（初出場）              | 1回戦    | ○ 3 - 0 松阪商                  | 2回戦    |
| 1963年（第35回大会） | 上尾（初出場）              | 2回戦    | ● 0 - 6 東邦                    | 2回戦    |
| 1966年（第38回大会） | 大宮（6年ぶり2回目）        | 1回戦    | ○ 5 - 1 宮崎商                  | 2回戦    |
| 1966年（第38回大会） | 大宮（6年ぶり2回目）        | 2回戦    | ● 4 - 5 平安                    | 2回戦    |
| 1968年（第40回大会） | 大宮工（初出場）            | 1回戦    | ○ 5 - 4 防府商（延長10回）      | 優勝     |
| 1968年（第40回大会） | 大宮工（初出場）            | 2回戦    | ○ 9 - 5 浜松工                  | 優勝     |
| 1968年（第40回大会） | 大宮工（初出場）            | 準々決勝 | ○ 6 - 3 平安                    | 優勝     |
| 1968年（第40回大会） | 大宮工（初出場）            | 準決勝   | ○ 5 - 3 箕島                    | 優勝     |
| 1968年（第40回大会） | 大宮工（初出場）            | 決勝     | ○ 3 - 2 尾道商                  | 優勝     |
| 1971年（第43回大会） | 深谷商（初出場）            | 2回戦    | ○ 4 - 1 郡山                    | ベスト8  |
| 1971年（第43回大会） | 深谷商（初出場）            | 準々決勝 | ● 0 - 3 日大三                  | ベスト8  |
| 1980年（第52回大会） | 上尾（17年ぶり2回目）       | 1回戦    | ○ 2 - 1 平安                    | 2回戦    |
| 1980年（第52回大会） | 上尾（17年ぶり2回目）       | 2回戦    | ● 2 - 3 帝京（延長12回）        | 2回戦    |
| 1982年（第54回大会） | 上尾（2年ぶり3回目）        | 1回戦    | ● 2 - 6 箕島                    | 初戦敗退 |
| 1985年（第57回大会） | 秀明（初出場）              | 1回戦    | ● 1 - 3 池田                    | 初戦敗退 |
| 1985年（第57回大会） | 熊谷商（初出場）            | 1回戦    | ● 1 - 9 宇部商                  | 初戦敗退 |
| 1988年（第60回大会） | 西武台（初出場）            | 2回戦    | ○ 10 - 4 福井商                 | 3回戦    |
| 1988年（第60回大会） | 西武台（初出場）            | 3回戦    | ● 0 - 1 東邦                    | 3回戦    |
| 1990年（第62回大会） | 伊奈学園総合（初出場）      | 1回戦    | ● 3 - 4 金沢（延長10回）        | 初戦敗退 |
| 1991年（第63回大会） | 春日部共栄（初出場）        | 1回戦    | ○ 10 - 3 尽誠学園               | 2回戦    |
| 1991年（第63回大会） | 春日部共栄（初出場）        | 2回戦    | ● 2 - 4 広陵                    | 2回戦    |
| 1992年（第64回大会） | 浦和学院（初出場）          | 1回戦    | ○ 13 - 5 福井商                 | ベスト4  |
| 1992年（第64回大会） | 浦和学院（初出場）          | 2回戦    | ○ 5 - 1 東山（延長10回）        | ベスト4  |
| 1992年（第64回大会） | 浦和学院（初出場）          | 準々決勝 | ○ 4 - 2 育英                    | ベスト4  |
| 1992年（第64回大会） | 浦和学院（初出場）          | 準決勝   | ● 1 - 3 帝京                    | ベスト4  |
| 1993年（第65回大会） | 大宮東（初出場）            | 2回戦    | ○ 5 - 3 崇徳                    | 準優勝   |
| 1993年（第65回大会） | 大宮東（初出場）            | 3回戦    | ○ 5x - 4 浜松商（延長10回）     | 準優勝   |
| 1993年（第65回大会） | 大宮東（初出場）            | 準々決勝 | ○ 5 - 2 長崎日大                | 準優勝   |
| 1993年（第65回大会） | 大宮東（初出場）            | 準決勝   | ○ 4 - 3 国士舘                  | 準優勝   |
| 1993年（第65回大会） | 大宮東（初出場）            | 決勝     | ● 0 - 3 上宮                    | 準優勝   |
| 1995年（第67回大会） | 鷲宮（初出場）              | 1回戦    | ● 2 - 3 広島工                  | 初戦敗退 |
| 1996年（第68回大会） | 浦和学院（4年ぶり2回目）    | 1回戦    | ○ 9 - 0 東海大仰星              | 2回戦    |
| 1996年（第68回大会） | 浦和学院（4年ぶり2回目）    | 2回戦    | ● 4 - 5 岡山城東（延長11回）    | 2回戦    |
| 1997年（第69回大会） | 春日部共栄（6年ぶり2回目）  | 1回戦    | ○ 8 - 1 城北                    | ベスト8  |
| 1997年（第69回大会） | 春日部共栄（6年ぶり2回目）  | 2回戦    | ○ 8 - 1 函館大有斗              | ベスト8  |
| 1997年（第69回大会） | 春日部共栄（6年ぶり2回目）  | 準々決勝 | ● 2 - 4 中京大中京              | ベスト8  |
| 1998年（第70回大会） | 浦和学院（2年ぶり3回目）    | 1回戦    | ○ 4 - 2 沖縄水産                | ベスト8  |
| 1998年（第70回大会） | 浦和学院（2年ぶり3回目）    | 2回戦    | ○ 7 - 1 苫小牧東                | ベスト8  |
| 1998年（第70回大会） | 浦和学院（2年ぶり3回目）    | 3回戦    | ○ 6 - 4 岡山理大付              | ベスト8  |
| 1998年（第70回大会） | 浦和学院（2年ぶり3回目）    | 準々決勝 | ● 2 - 3 関大一                  | ベスト8  |
| 2000年（第72回大会） | 埼玉栄（初出場）            | 1回戦    | ● 2 - 7 鳥羽                    | 初戦敗退 |
| 2002年（第74回大会） | 浦和学院（4年ぶり4回目）    | 1回戦    | ○ 7 - 1 平安                    | ベスト8  |
| 2002年（第74回大会） | 浦和学院（4年ぶり4回目）    | 2回戦    | ○ 7 - 0 延岡工                  | ベスト8  |
| 2002年（第74回大会） | 浦和学院（4年ぶり4回目）    | 準々決勝 | ● 5 - 7 報徳学園                | ベスト8  |
| 2003年（第75回大会） | 浦和学院（2年連続5回目）    | 2回戦    | ○ 15 - 1 隠岐                   | 3回戦    |
| 2003年（第75回大会） | 浦和学院（2年連続5回目）    | 3回戦    | ● 6 - 7x 智弁和歌山（延長12回） | 3回戦    |
| 2003年（第75回大会） | 花咲徳栄（初出場）          | 2回戦    | ○ 4x - 3 秀岳館（延長13回）     | ベスト8  |
| 2003年（第75回大会） | 花咲徳栄（初出場）          | 3回戦    | ○ 10x - 9 東北                  | ベスト8  |
| 2003年（第75回大会） | 花咲徳栄（初出場）          | 準々決勝 | △ 2 - 2 東洋大姫路（延長15回）  | ベスト8  |
| 2003年（第75回大会） | 花咲徳栄（初出場）          | 準々決勝 | ● 5 - 6x 東洋大姫路（延長10回） | ベスト8  |
| 2005年（第77回大会） | 浦和学院（2年ぶり6回目）    | 1回戦    | ● 3 - 4 西条                    | 初戦敗退 |
| 2008年（第80回大会） | 聖望学園（初出場）          | 2回戦    | ○ 2 - 0 小松島                  | 準優勝   |
| 2008年（第80回大会） | 聖望学園（初出場）          | 3回戦    | ○ 7 - 5 履正社                  | 準優勝   |
| 2008年（第80回大会） | 聖望学園（初出場）          | 準々決勝 | ○ 8 - 0 平安                    | 準優勝   |
| 2008年（第80回大会） | 聖望学園（初出場）          | 準決勝   | ○ 4 - 2 千葉経大付              | 準優勝   |
| 2008年（第80回大会） | 聖望学園（初出場）          | 決勝     | ● 0 - 9 沖縄尚学                | 準優勝   |
| 2010年（第82回大会） | 花咲徳栄（7年ぶり2回目）    | 1回戦    | ○ 4 - 0 嘉手納                  | 2回戦    |
| 2010年（第82回大会） | 花咲徳栄（7年ぶり2回目）    | 2回戦    | ● 5 - 7 敦賀気比                | 2回戦    |
| 2011年（第83回大会） | 浦和学院（6年ぶり7回目）    | 1回戦    | ● 3 - 5 鹿児島実                | 初戦敗退 |
| 2012年（第84回大会） | 浦和学院（2年連続8回目）    | 1回戦    | ○ 10 - 2 敦賀気比               | ベスト8  |
| 2012年（第84回大会） | 浦和学院（2年連続8回目）    | 2回戦    | ○ 2 - 0 三重                    | ベスト8  |
| 2012年（第84回大会） | 浦和学院（2年連続8回目）    | 準々決勝 | ● 2 - 3 大阪桐蔭                | ベスト8  |
| 2013年（第85回大会） | 浦和学院（3年連続9回目）    | 2回戦    | ○ 4 - 0 土佐                    | 優勝     |
| 2013年（第85回大会） | 浦和学院（3年連続9回目）    | 3回戦    | ○ 11 - 1 山形中央               | 優勝     |
| 2013年（第85回大会） | 浦和学院（3年連続9回目）    | 準々決勝 | ○ 10 - 0 北照                   | 優勝     |
| 2013年（第85回大会） | 浦和学院（3年連続9回目）    | 準決勝   | ○ 5 - 1 敦賀気比                | 優勝     |
| 2013年（第85回大会） | 浦和学院（3年連続9回目）    | 決勝     | ○ 17 - 1 済美                   | 優勝     |
| 2013年（第85回大会） | 花咲徳栄（3年ぶり3回目）    | 2回戦    | ● 3 - 8 県岐阜商                | 初戦敗退 |
| 2015年（第87回大会） | 浦和学院（2年ぶり10回目）   | 1回戦    | ○ 2 - 0 龍谷大平安（延長11回）  | ベスト4  |
| 2015年（第87回大会） | 浦和学院（2年ぶり10回目）   | 2回戦    | ○ 5 - 1 大曲工                  | ベスト4  |
| 2015年（第87回大会） | 浦和学院（2年ぶり10回目）   | 準々決勝 | ○ 5 - 0 県岐阜商                | ベスト4  |
| 2015年（第87回大会） | 浦和学院（2年ぶり10回目）   | 準決勝   | ● 1 - 3 東海大四                | ベスト4  |
| 2016年（第88回大会） | 花咲徳栄（3年ぶり4回目）    | 1回戦    | ● 5 - 6 秀岳館                  | 初戦敗退 |
| 2019年（第91回大会） | 春日部共栄（22年ぶり3回目） | 1回戦    | ● 0 - 8 高松商                  | 初戦敗退 |
| 2020年（第92回大会） | 花咲徳栄（4年ぶり5回目）    | 交流試合 | ○ 3 - 1 大分商                  | （中止） |
| 2022年（第94回大会） | 浦和学院（7年ぶり11回目）   | 1回戦    | ○ 4 - 0 大分舞鶴                | ベスト4  |
| 2022年（第94回大会） | 浦和学院（7年ぶり11回目）   | 2回戦    | ○ 7 - 0 和歌山東                | ベスト4  |
| 2022年（第94回大会） | 浦和学院（7年ぶり11回目）   | 準々決勝 | ○ 6 - 3 九州国際大付            | ベスト4  |
| 2022年（第94回大会） | 浦和学院（7年ぶり11回目）   | 準決勝   | ● 2 - 5x 近江（延長11回）       | ベスト4  |
| 2025年（第97回大会） | 浦和実業（初出場）          | 1回戦    | ○ 3 - 0 滋賀学園                | ベスト4  |
| 2025年（第97回大会） | 浦和実業（初出場）          | 2回戦    | 〇 8 - 2 東海大札幌             | ベスト4  |
| 2025年（第97回大会） | 浦和実業（初出場）          | 準々決勝 | 〇 12 - 4 聖光学院（延長10回TB) | ベスト4  |
| 2025年（第97回大会） | 浦和実業（初出場）          | 準決勝   | ● 0 - 5 智弁和歌山              | ベスト4  |

## 通算成績
| 出場 | 試合 | 勝利 | 敗戦 | 引分 | 勝率 | 優勝 | 準優勝 | ベスト4 | ベスト8 |
| ---- | ---- | ---- | ---- | ---- | ---- | ---- | ------ | ------- | ------- |
| 38   | 88   | 52   | 35   | 1    | .598 | 2    | 2      | 4       | 7       |

## 学校別成績
| 校名         | 出場 | 勝敗      | 直近出場 | 最高成績 | 前身校 |
| ------------ | ---- | --------- | -------- | -------- | ------ |
| 浦和学院     | 11回 | 23勝10敗  | 2022年   | 優勝     |        |
| 花咲徳栄     | 5回  | 3勝4敗1分 | 2020年   | ベスト8  |        |
| 春日部共栄   | 3回  | 3勝3敗    | 2019年   | ベスト8  |        |
| 上尾         | 3回  | 2勝3敗    | 1982年   | 2回戦    |        |
| 大宮         | 2回  | 2勝2敗    | 1966年   | 2回戦    |        |
| 浦和         | 2回  | 1勝2敗    | 1937年   | ベスト8  | 浦和中 |
| 大宮工       | 1回  | 5勝0敗    | 1968年   | 優勝     |        |
| 大宮東       | 1回  | 4勝1敗    | 1993年   | 準優勝   |        |
| 聖望学園     | 1回  | 4勝1敗    | 2008年   | 準優勝   |        |
| 浦和実       | 1回  | 3勝1敗    | 2025年   | ベスト4  |        |
| 深谷商       | 1回  | 1勝1敗    | 1971年   | ベスト8  |        |
| 西武台       | 1回  | 1勝1敗    | 1988年   | 3回戦    |        |
| 川越         | 1回  | 0勝1敗    | 1931年   | 初戦敗退 | 川越中 |
| 秀明         | 1回  | 0勝1敗    | 1985年   | 初戦敗退 |        |
| 熊谷商       | 1回  | 0勝1敗    | 1985年   | 初戦敗退 |        |
| 伊奈学園総合 | 1回  | 0勝1敗    | 1990年   | 初戦敗退 |        |
| 鷲宮         | 1回  | 0勝1敗    | 1995年   | 初戦敗退 |        |
| 埼玉栄       | 1回  | 0勝1敗    | 2000年   | 初戦敗退 |        |